# Aéroport de Gran Canaria
Ne doit pas être confondu avec Aéroport de La Palma.
L'aéroport de Gran Canaria (code IATA : LPA • code OACI : GCLP) est un aéroport espagnol desservant l'île de Grande Canarie ainsi que la ville de Las Palmas de Grande Canarie, près de laquelle il est situé, dans la communauté autonome des Îles Canaries. Avec 5 011 176 passagers par an, Grande Canarie est la deuxième île qui attire le plus grand nombre de passagers dans les îles Canaries,,, et le 6e en nombre de passagers en Espagne.

## Histoire
L'aéroport ouvrit ses portes le 7 avril 1930.

## Localisation
| \| 20 km1:4 805 000 \| El Hierro Fuerteventura Gran Canaria La Gomera La Palma Lanzarote Tenerife-Nord Tenerife-Sud |
| 20 km1:4 805 000 |

## Caractéristiques
Il abrite également une base aérienne de l'armée de l'air espagnole utilisée par les membres de l'OTAN.

### Pistes
L’aéroport dispose de deux pistes parallèles de chacune 3 100 mètres de long orientées 03/21.

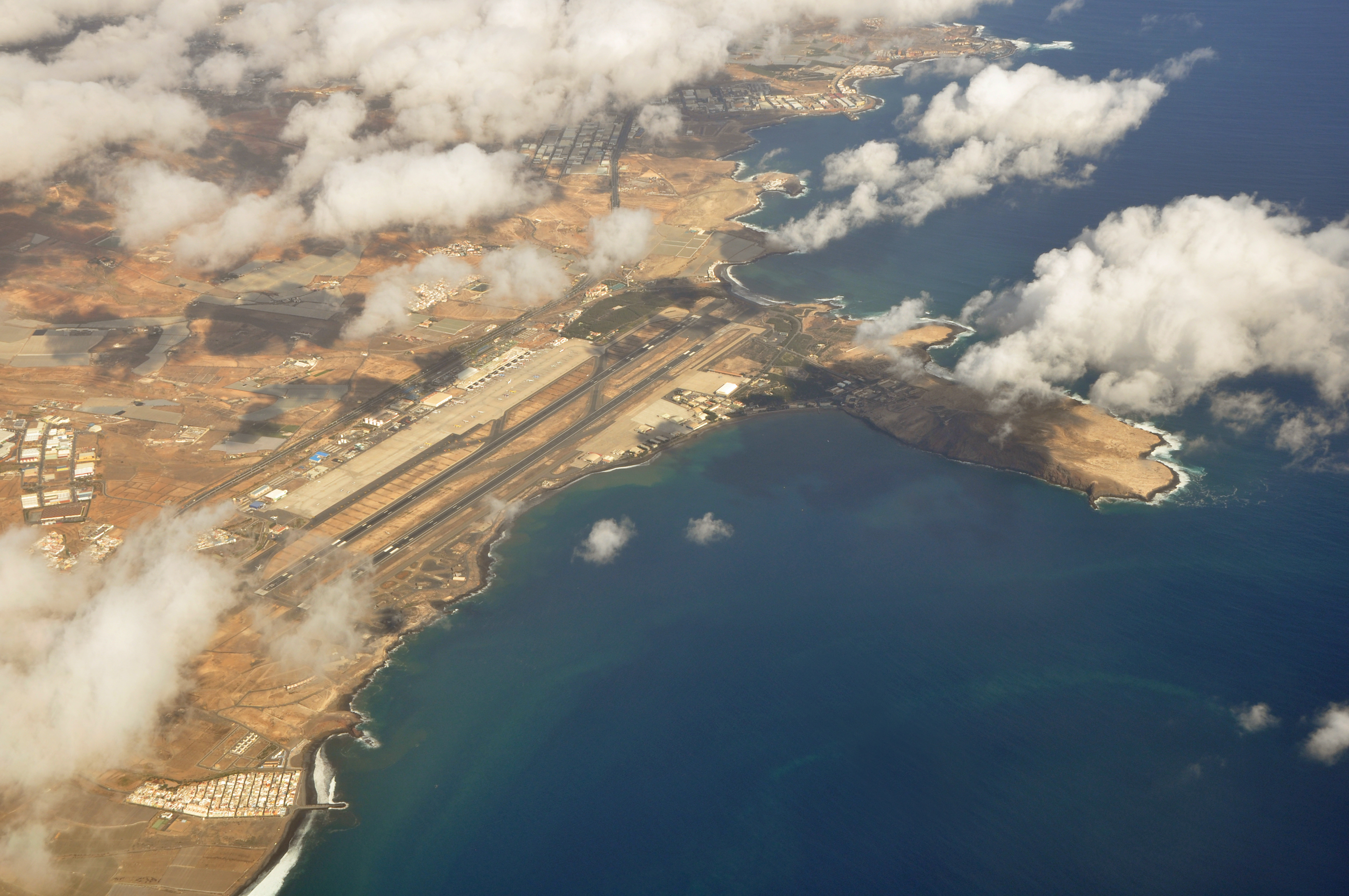
Les deux pistes de l'aéroport de Gran Canaria.

## Compagnies aériennes et destinations
| Compagnies                | Destinations |
| ------------------------- | --- |
| Aer Lingus                | Dublin |
| airBaltic                 | En saison : - Aalborg, - Bergen, - Billund, - Copenhague-Kastrup, - Oslo-Gardermoen, - Riga, - Sandefjord-Torp, - Tallinn, - Tampere/Pirkkala, - Vilnius |
| Air Europa                | Madrid-Barajas |
| Air France                | En saison : Paris-Charles de Gaulle |
| Atlantic Airways          | En saison : Vágar |
| Austrian Airlines         | Vienne-Schwechat |
| Azores Airlines           | Madère-C. Ronaldo, Ponta Delgada-Jean Paul II |
| Binter Canarias           | - Agadir-Al Massira, - Banjul, - Casablanca-Mohammed-V, - Dakar-B. Diagne, - Dakhla, - El Hierro, - Fuerteventura, - Grenade-F. García-Lorca, - Guelmim, - Laâyoune - Hassan 1er, - La Corogne, - Lanzarote-Arrecife, - La Palma, - Madère-C. Ronaldo, - Nouakchott-Oumtounsy, - Oviédo-Asturies, - Palma de Majorque, - Pampelune, - Région de Murcie, - Saint-Sébastien, - Sal-A. Cabral, - Santander-S. Ballesteros, - Saragosse, - Ténériffe-Nord, - Ténériffe-Sud Reine Sofia, - Vigo-Peinador, - Vitoria-Gasteiz En saison : - Essaouira Mogador, - Fès-Saïss, - Florence-Peretola, - Ibiza, - Jerez de la Frontera, - Lille Lesquin, - Minorque-Mahón, - Ponta Delgada-Jean Paul II, - Reus, - Tanger, - Toulouse-Blagnac, - Valladolid, - Venise - Marco Polo |
| British Airways           | Londres-Gatwick |
| Brussels Airlines         | Bruxelles-National |
| CanaryFly                 | Fuerteventura, Lanzarote-Arrecife, La Palma, Ténériffe-Nord |
| Chair Airlines            | Zurich |
| Condor                    | - Düsseldorf, - Francfort, - Hambourg-H.-Schmidt, - Leipzig/Halle, - Munich-F. J. Strauß, - Stuttgart |
| Corendon Airlines         | Cologne/Bonn-K. Adenauer, Düsseldorf, Hanovre, Nuremberg-A. Dürer |
| Corendon Dutch Airlines   | Amsterdam En saison : Maastricht-Aix-la-Chapelle |
| Danish Air Transport      | En saison charter : Aalborg, Aarhus, Billund, Copenhague-Kastrup |
| Discover Airlines         | Francfort |
| easyJet                   | Bristol, Londres-Gatwick, Londres-Luton, Manchester, Nantes-Atlantique (débute le 26 octobre 2025) En saison : Amsterdam, Belfast, Glasgow, Lisbonne-H. Delgado |
| easyJet Switzerland       | En saison : Genève-Cointrin |
| Edelweiss Air             | Zurich |
| Enter Air                 | En saison charter : Katowice-Pyrzowice, Varsovie-Chopin |
| Eurowings                 | Cologne/Bonn-K. Adenauer, Düsseldorf, Hambourg-H.-Schmidt En saison : - Berlin-Brandebourg, - Hanovre, - Graz-Thalerhof, - Nuremberg-A. Dürer, - Salzbourg-W. A. Mozart, - Stuttgart |
| Eurowings Discover        | Francfort, Munich-F. J. Strauß |
| Finnair                   | Helsinki-Vantaa |
| Freebird Airlines Europe  | En saison charter : Paderborn-Lippstadt |
| Iberia                    | Madrid-Barajas En saison : - Alicante-Elche, - Badajoz, - León, - Melilla, - Saint-Jacques-de-Compostelle, - Saragosse, - Valence, - Valladolid, - Vigo-Peinador |
| Iberia Express            | Madrid-Barajas |
| Icelandair                | En saison : Reykjavik-Keflavík |
| Jet2.com                  | - Belfast, - Birmingham, - Bristol, - East Midlands, - Édimbourg, - Glasgow, - Leeds-Bradford, - Londres-Stansted, - Manchester, - Newcastle |
| Lufthansa                 | En saison : Munich-F. J. Strauß |
| Luxair                    | Luxembourg-Findel |
| Marabu                    | Munich-F. J. Strauß |
| Mauritania Airlines       | Nouadhibou (Port-Étienne), Nouakchott-Oumtounsy |
| Neos                      | Milan-Malpensa, Vérone - Villafranca |
| Norwegian Air Shuttle     | Copenhague-Kastrup, Oslo-Gardermoen En saison : Ålesund, Bergen, Stockholm-Arlanda En saison charter : Tromsø |
| Play (compagnie aérienne) | En saison : Reykjavik-Keflavík |
| Royal Air Maroc           | Laâyoune - Hassan 1er |
| Royal Air Maroc Express   | Casablanca-Mohammed-V |
| Ryanair                   | - Bergame-Orio al Serio, - Berlin-Brandebourg, - Birmingham, - Bristol, - Charleroi Bruxelles-Sud, - Cork, - Dublin, - East Midlands, - Édimbourg, - Glasgow Prestwick, - Londres-Luton, - Londres-Stansted, - Madrid-Barajas, - Malaga-Costa del Sol, - Manchester, - Marrakech-Ménara, - Milan-Malpensa, - Newcastle, - Palma de Majorque, - Rome Léonard-de-Vinci/Fiumicino, - Saint-Jacques-de-Compostelle, - Séville-San Pablo, - Valence En saison : - Barcelone-El Prat, - Bologne-Borgo Panigale, - Bournemouth, - Budapest-Ferenc Liszt, - Cologne/Bonn-K. Adenauer, - Cracovie-Jean-Paul II, - Karlsruhe/Baden-Baden, - Memmingen, - Pise-Galileo Galilei, - Porto-F. Sá-Carneiro, - Shannon, - Trévise-Sant'Angelo, - Vienne-Schwechat                     |
| Scandinavian Airlines     | Oslo-Gardermoen En saison : Copenhague-Kastrup, Stockholm-Arlanda En saison charter : - Bergen, - Billund, - Göteborg, - Haugesund-Karmøy, - Kalmar, - Kristiansand, - Molde, - Stavanger, - Trondheim |
| SmartWings                | Prague-Václav-Havel En saison charter : Lübeck |
| Sunclass Airlines         | Charter : Copenhague-Kastrup, Oslo-Gardermoen, Stockholm-Arlanda En saison charter : - Aalborg, - Bergen, - Billund, - Bodø, - Göteborg, - Narvik/Harstad, - Helsinki-Vantaa, - Jönköping, - Karlstad, - Kuopio, - Luleå, - Malmö, - Örebro, - Stavanger, - Sandefjord-Torp, - Tromsø, - Trondheim, - Turku, - Umeå, - Vaasa |
| Sundair                   | En saison : Berlin-Brandebourg, Brême, Cassel, Dresde |
| TAP Air Portugal          | Lisbonne-H. Delgado |
| Transavia                 | Amsterdam, Eindhoven, Rotterdam-La Haye |
| Transavia France          | Lyon-Saint-Exupéry, Paris-Orly |
| TUI Airways               | - Birmingham, - Bristol, - Cardiff-Rhoose, - Dublin, - East Midlands, - Glasgow, - Londres-Gatwick, - Londres-Stansted, - Manchester, - Newcastle En saison : Bournemouth, Exeter |
| TUI fly Belgium           | Bruxelles-National, Liège-Bierset, Ostende-Bruges En saison : Anvers |
| TUI fly Deutschland       | Düsseldorf, Francfort, Hanovre, Munich-F. J. Strauß, Stuttgart |
| TUI fly Netherlands       | Amsterdam, Eindhoven, Groningue Eelde |
| TUIfly Nordic             | Charter : Göteborg, Stockholm-Arlanda En saison charter : - Luleå, - Malmö, - Norrköping, - Örebro, - Umeå, - Växjö Småland |
| Volotea                   | Lyon-Saint-Exupéry, Nantes-Atlantique, Oviédo-Asturies En saison : Bilbao, Lille Lesquin, Marseille-Provence, Strasbourg, Toulouse-Blagnac |
| Vueling                   | - Alicante-Elche, - Barcelone-El Prat, - Bilbao, - Billund, - Copenhague-Kastrup, - Grenade-F. García-Lorca, - Malaga-Costa del Sol, - Oviédo-Asturies, - Paris-Charles de Gaulle, - Saint-Jacques-de-Compostelle, - Saragosse, - Séville-San Pablo, - Valence En saison : Amsterdam, Londres-Gatwick, Rome Léonard-de-Vinci/Fiumicino |

Édité le 19/12/2019. Actualisé le 08/05/2023.

## Accidents et incidents
Le 27 mars 1977, l'aéroport de Las Palmas fut fermé à la suite d'une explosion d'une bombe dans le terminal. À la suite de cet incident, plusieurs appareils à destination furent détournés vers l'aéroport de Tenerife-Nord (anciennement Los Rodeos) dont les deux Boeings 747 (KLM 4805 et Pan Am 1736). Après quelques heures, l'aéroport rouvrit finalement ses portes et tous les appareils détournés purent atterrir. Cette journée du 27 mars fut aussi la plus terrible pour l'histoire de l'aviation après la catastrophe de Tenerife.